# Il figlio del cardinale
Il figlio del cardinale è un romanzo della scrittrice irlandese Ethel Lilian Voynich, traduzione italiana di The Gadfly (Il tafano), pubblicato in Inghilterra e negli Stati Uniti nel 1897.

## Trama
L'opera, ambientata nell'Italia risorgimentale a cavallo degli anni trenta e quaranta dell'Ottocento, vede snodarsi la propria trama tra l'allora Granducato di Toscana (Pisa, Livorno e Firenze) e la Romagna Pontificia (Brisighella, dove la vicenda narrata ha il suo tragico epilogo). I temi dominanti del libro vanno individuati nell'eroismo e nella lotta per la libertà, ai quali va aggiunto anche un tormentato ateismo. I riferimenti topografici all'interno del romanzo sono molto particolareggiati: infatti sono indicate anche singole località non riportate nemmeno sugli atlanti oppure sulle carte a piccola scala.

## Ispirazione e ricezione
Con tutta probabilità, la Voynich trasse ispirazione e dati per il libro dai racconti di un esule romagnolo, tal Luigi Passani o Bassani, sviluppando poi l'intreccio assecondando la propria fede repubblicana e la venerazione che la scrittrice aveva nei confronti di Giuseppe Mazzini e Giuseppe Garibaldi.
Sostanzialmente sconosciuto in Italia e attualmente dimenticato nel mondo anglosassone, grazie ad una sua rilettura in chiave marxista The Gadfly ha avuto e tuttora ha grande successo negli stati comunisti o laddove l'ideologia comunista è stata molto forte: su tutti, URSS (dove la sua lettura era obbligatoria a scuola), Paesi ex comunisti dell'Europa orientale, Repubblica Popolare Cinese, Vietnam, Cuba.
Il successo del romanzo della Voynich fu tale che esso conobbe almeno 4 trasposizioni cinematografiche (3 sovietiche ed una cinese), uno sceneggiato televisivo albanese e innumerevoli adattamenti per il teatro, l'opera, il balletto (in massima parte sovietici).
A gennaio 2013 è uscita una nuova edizione (Castelvecchi editore) con una traduzione inedita e un cospicuo apparato critico.
Nel 2017 sono stati editi gli atti di una giornata di studio tenutasi all'Università di Pisa nel 2015, dove si approfondiscono in primo luogo la ricezione e la rielaborazione russo-sovietica del romanzo.